# Книга видения
«Книга видения», также  «Книга духов» (англ. The Book of Vision) — психологическая драма 2020 года. Режиссёрский дебют Карло С. Хинтерманна. Терренс Малик выступил исполнительным продюсером фильма.
Фильм открытия Международной недели критиков 77-го Венецианского международного кинофестиваля.

## Сюжет
Действие фильма разворачивается параллельно в настоящем и прошлом. В наше время Ева, подающая надежды врач, отказывается от карьеры ради изучения старинной рукописи. В XVIII веке Йохан Анмут, прусский врач, ведет борьбу между двумя противоположными подходами — рационализмом и анимизмом. Плодом его исследования и станет книга, которая объединит оба направления.

## В ролях
- Чарльз Дэнс —  доктор Барух Морган / Йохан Анмут
- Лотта Вербек — Ева / Элизабет
- Сверрир Гуднасон —  Стеллан / доктор Нильс Линдгрен
- Филиппо Нигро — Барон фон Оуэрбах
- Изольда Дюшаук — Мария
- Рокко Готтлиб — Валентин фон Оуэрбах
- Джастин Коровкин — Гюнтер фон Оуэрбах
- Жизельда Володи — миссис Морган / мать Марии
- Вера Грациади — Ривка Соркина / госпожа Добилейт

## Выпуск
Первый трейлер фильма появился в Интернете в июле 2020 года.
В октябре 2020 года фильм был показан на Sitges Film Festival, а в апреле 2021 года на кинофестивале «Золотая лошадь» в Тайбэе.